# Sveriges ambassad i Bamako
Sveriges ambassad i Bamako är Sveriges diplomatiska beskickning i Mali som är belägen i landets huvudstad Bamako. Beskickningen består av en ambassad, ett antal svenskar utsända av Utrikesdepartementet (UD) och lokalanställda. Ambassadör sedan 2021 är Kristina Kühnel.

## Historia
Sverige uppgraderade sina förbindelser med Mali år 2010 genom att omvandla Sidas sektionskontor i Bamako till ambassad. Den svenska ambassadören är sidockrediterad vid ambassaden i Ouagadougou i Burkina Faso.

## Beskickningschefer
| Namn                    | Period    | Funktion   | Anmärkning                                      |
| ----------------------- | --------- | ---------- | ----------------------------------------------- |
| Claës König             | 1968–1972 | Ambassadör | Sidoackrediterad från ambassaden i Alger.       |
| Jean-Jacques von Dardel | 1972–1974 | Ambassadör | Sidoackrediterad från ambassaden i Alger.       |
| Harald Edelstam         | 1974–1979 | Ambassadör | Sidoackrediterad från ambassaden i Alger.       |
| Stig Brattström         | 1979–1980 | Ambassadör | Sidoackrediterad från ambassaden i Alger.       |
| Hans-Olle Olsson        | 1980–1981 | Ambassadör | Sidoackrediterad från ambassaden i Abidjan.     |
| –                       | 1981–1982 | Ambassadör | Vakant                                          |
| Erik Cornell            | 1983–1988 | Ambassadör | Placerad i Stockholm.                           |
| Bengt Holmquist         | 1988–1992 | Ambassadör | Placerad i Stockholm.                           |
| Magnus Faxén            | 1992–1995 | Ambassadör | Placerad i Stockholm.                           |
| Nils-Erik Schyberg      | 1996–1999 | Ambassadör | Placerad i Stockholm.                           |
| Bo Wilén                | 2000–2002 | Ambassadör | Sidoackrediterad från ambassaden i Dakar.       |
| Annika Magnusson        | 2002–2006 | Ambassadör | Sidoackrediterad från ambassaden i Dakar.       |
| Agneta Bohman           | 2006–2010 | Ambassadör | Sidoackrediterad från ambassaden i Dakar.       |
| Carin Wall              | 2010–2013 | Ambassadör | Sidoackrediterad till ambassaden i Ouagadougou. |
| Eva Emnéus              | 2013–2018 | Ambassadör |                                                 |
| Jessica Svärdström      | 2018–2019 | Ambassadör |                                                 |
| Diana Janse             | 2019–2021 | Ambassadör |                                                 |
| Kristina Kühnel         | 2021–idag | Ambassadör |                                                 |